# Macrodasyceras
Macrodasyceras is een geslacht van vliesvleugeligen uit de familie Torymidae. De wetenschappelijke naam van dit geslacht is voor het eerst geldig gepubliceerd in 1962 door Kamijo.

## Soorten
Het geslacht Macrodasyceras omvat de volgende soorten:
- Macrodasyceras hirsutum Kamijo, 1962
- Macrodasyceras japonicum (Ashmead, 1904)